# 4469 Utting
4469 Utting је астероид главног астероидног појаса са средњом удаљеношћу од Сунца која износи 2,575 астрономских јединица (АЈ).
Апсолутна магнитуда астероида је 13,8.